# Keiju Kobayashi
Keiju Kobayashi (小林桂樹 Kobayashi Keiju?, n. 23 noiembrie 1923, Prefectura Gunma, Japonia – d. 16 septembrie 2010, Tōkyō, Japonia) a fost un actor de film japonez.

## Biografie
Născut în prefectura Gunma, el a început să joace ca actor la studioul Nikkatsu după ce a abandonat studiile la Universitatea Nihon și a debutat în filme în anul 1942. A jucat alături de Toshiro Mifune la începutul anilor 1950.
Într-o carieră care s-a întins pe parcursul a 65 de ani a apărut în peste 250 de filme, devenind cunoscut în filmele de comedie „Company President” (Shachō) realizate de compania Toho, unde a jucat alături de Hisaya Morishige, Daisuke Katō, Norihei Miki și alții. În acele filme a interpretat roluri de funcționari postbelici și a devenit un comic popular al companiei Toho la începutul anilor 1960. Kobayashi a apărut în filmele realizate de regizori notabili precum Akira Kurosawa, Yasujirō Ozu, Mikio Naruse și Kihachi Okamoto. El a continuat să aibă interpretări viguroase chiar și după ce a început să joace în special în producțiile de televiziune la sfârșitul anilor 1960. Rolurile sale cele mai importante au fost: samuraiul Kimura din Sanjuro (1962), care este luat ca ostatic și ținut o mare parte din film într-un dulap, samuraiul Einosuke Kurihara din Samurai (1965), care consideră că restaurația Meiji este inevitabilă, și premierul Hideki Tojo din Gekido no Showashi - Gunbatsu (1970), transformat dintr-un general militarist într-un dictator obsedat de victorie.
A apărut în 265 de filme între 1942 și 2003. El obținut mai multe premii pentru interpretare, inclusiv trei premii Mainichi pentru cel mai bun actor pentru The Naked General în 1958 (unde l-a interpretat pe Kiyoshi Yamashita), pentru Kuroi gashū în 1960 și pentru The Elegant Life of Mr Everyman în 1963.
El a murit la 16 septembrie 2010 din cauza insuficienței cardiace la vârsta de 86 de ani.

## Filmografie selectivă

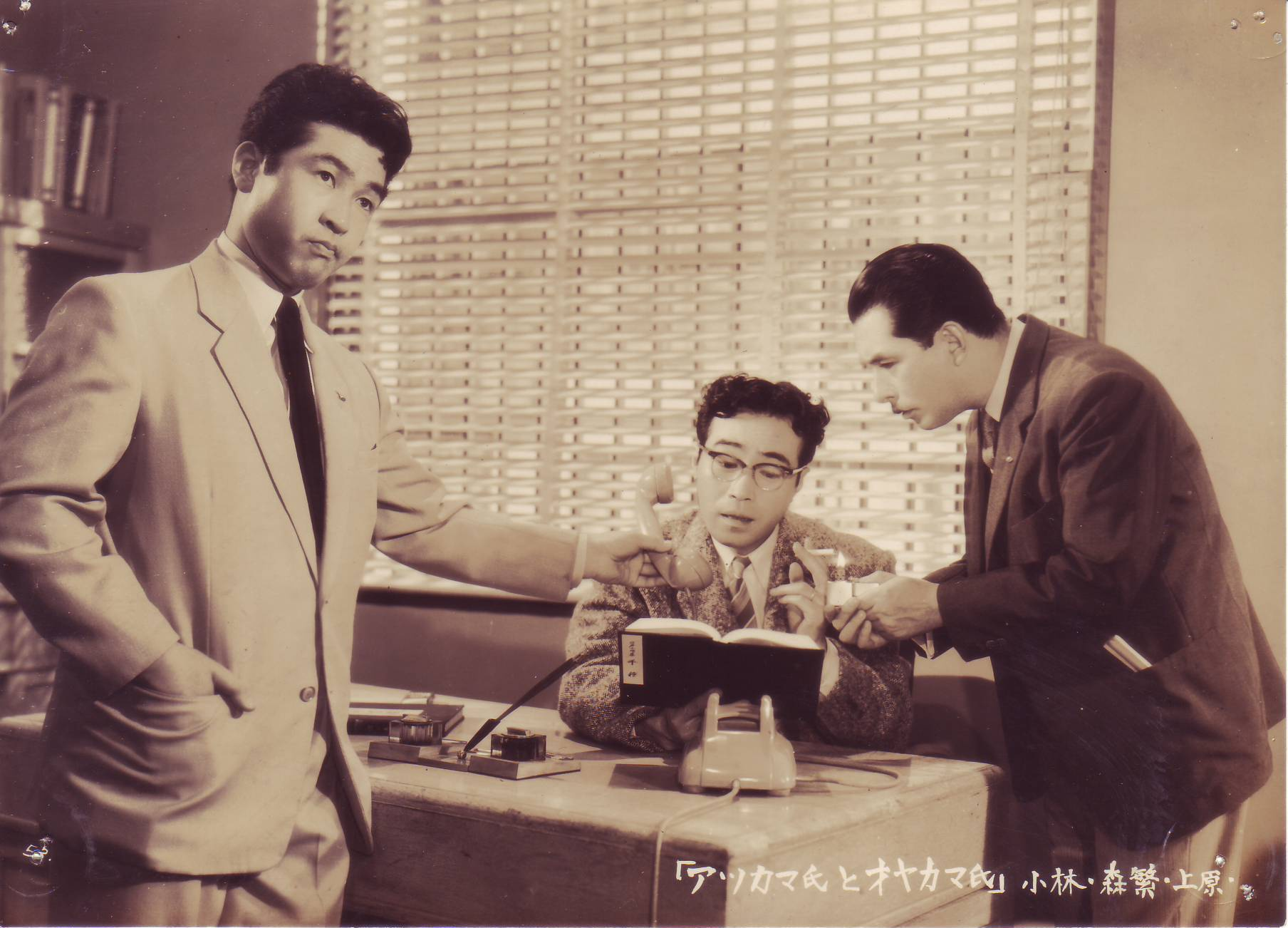
Keiju Kobayashi, Hisaya Morishige și Ken Uehara în Atsukama-shi to Oyakama-shi (1955)

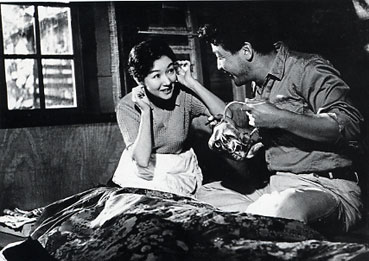
Hideko Takamine și Keiju Kobayashi în Na mo naku mazushiku utsukushiku (1961)

### Filme de cinema
- 1951: Les Habits de la vanité (偽れる盛装 Itsuwareru seiso?), regizat de Kōzaburō Yoshimura - Kōji
- 1951: Le Repas (めし Meshi?), regizat de Mikio Naruse - Shinzo Murata, fratele lui Michiyo
- 1953: Un couple (夫婦 Fûfu?), regizat de Mikio Naruse - Mokichi Hayakawa
- 1953: Monsieur Pū (プーサン Pū-san?), regizat de Kon Ichikawa
- 1955: Les Baisers, épisode 3 : Chez les femmes (くちづけ Kuchizuke, 3 : Onna doshi?), regizat de Mikio Naruse - Seikichi Taketani
- 1956: Pluie soudaine (驟雨 Shūu?), regizat de Mikio Naruse
- 1956: Aijō no kessan (愛情の決算?), regizat de Shin Saburi[14]
- 1956: Le Cœur d'une épouse (妻の心 Tsuma no kokoro?), regizat de Mikio Naruse - Shinji, soțul[14]
- 1958: Anzukko (杏っ子 Anzukko?), regizat de Mikio Naruse - Tayama
- 1958: Nuages d'été (鰯雲 Iwashigumo?), regizat de Mikio Naruse - Hatsuji
- 1958: The Naked General (裸の大将 Hadaka no taishō?), regizat de Hiromichi Horikawa - Kiyoshi Yamashita
- 1958: Jours de congé à Tokyo (東京の休日 Tōkyō no kyūjitsu?), regizat de Kajirō Yamamoto[15]
- 1959: La Naissance du Japon (日本誕生 Nippon Tanjō?), regizat de Hiroshi Inagaki - zeul Amatsumaura[16]
- 1960: Kuroi gashū (黒い画集?), regizat de Hiromichi Horikawa
- 1960: Sararīman Chūshingura (サラリーマン忠臣蔵?), regizat de Toshio Sugie - Heitaro Teraoka[17]
- 1961: Dernier Caprice (小早川家の秋 Kohayagawa-ke no aki?), regizat de Yasujirō Ozu - Hisao, soțul lui Fumiko
- 1962: Sanjuro (椿三十郎 Tsubaki Sanjūrō?), regizat de Akira Kurosawa - Kimura, samuraiul ținut captiv în dulap[18]
- 1962: La Place de la femme (女の座 Onna no za?), regizat de Mikio Naruse - Jiro Ishikawa
- 1962: Chronique de mon vagabondage (放浪記 Hōrōki?), regizat de Mikio Naruse - Fujiyama
- 1962: Chushingura - Hana no maki yuki no maki (忠臣蔵 花の巻 雪の巻?), regizat de Hiroshi Inagaki - Awajinokami Wakisake[19]
- 1963: The Elegant Life of Mr Everyman (江分利満氏の優雅な生活 Eburi Man-shi no yūgana seikatsu?), regizat de Kihachi Okamoto
- 1964: Le Sabre (剣 Ken?), regizat de Kenji Misumi - Eri Itami
- 1965: Samuraï (侍 Samurai?), regizat de Kihachi Okamoto - Einosuke Kurihara[20]
- 1966: L'Étranger à l'intérieur d'une femme (女の中にいる他人 Onna no naka ni iru tanin?), regizat de Mikio Naruse - Isao Tashiro
- 1967: Le Jour le plus long du Japon (日本のいちばん長い日 Nihon no ichiban nagai hi?), regizat de Kihachi Okamoto - șambelanul Tokugawa[21]
- 1969: Assassins d'honneur (新選組 Shinsengumi?), regizat de Tadashi Sawashima - Toshizo Hijikata[22]
- 1970: La Fin du Bakufu (幕末 Bakumatsu?), regizat de Daisuke Itō - Yoshinosuke Saigo[23]
- 1970: Gekido no Showashi - Gunbatsu (激動の昭和史　軍閥?), regizat de Hiromichi Horikawa - premierul Hideki Tojo[24]
- 1973: Scufundarea Japoniei (日本沈没 Nihon chinbotsu?), regizat de Shirō Moritani - Yusuke Tadokoro
- 1984: Le Retour de Godzilla (ゴジラ Gojira?), regizat de Koji Hashimoto - prim-ministrul Mitamura
- 1987: L'Inspectrice des impôts (マルサの女 Marusa no onna?), regizat de Jūzō Itami - Sasatsubu Kanrikachō
- 1995: Si tu tends l'oreille (耳をすませば Mimi wo sumaseba?), regizat de Yoshifumi Kondo - Shiro Nishi (voce)

### Filme și seriale de televiziune
- 1974-1975: La Submersion du Japon - Tadokoro
- 1975-1979: Edo no kaze
- 1976: Kaze to kumo to niji to (52 de episoade) - Taira no Yoshimasa
- 1978: Edo no uzu (23 de episoade)
- 1979: Edo no gekitou (26 de episoade)
- 1980: Shin Edo no kaze (31 de episoade)
- 1980-1981: Edo no asayake (28 de episoade)
- 1983: Tokugawa Ieyasu - Taigen Sessai

## Premii și distincții
- Premiul Mainichi pentru cel mai bun actor în rol secundar - pentru interpretarea sa din Koko ni Izumi Ari (1955)[25]
- Premiul Mainichi pentru cel mai bun actor - pentru interpretarea sa din Hadaka no Taisho (1958)[26]
- Premiul Mainichi pentru cel mai bun actor - pentru interpretarea sa din Kuroi gashū (1960)[26]
- Premiul Kinema Jumpo pentru cel mai bun actor - pentru interpretarea sa din Kuroi gashū (1960)[27]
- Premiul Mainichi pentru cel mai bun actor - pentru interpretările sale din Shiro to Kuro și Eburi Man-shi no yūgana seikatsu (1963)[28]
- Premiul Panglica Albastră pentru cel mai bun actor - pentru interpretarea sa din Ware Hitotsubu no Mugi Naredo (1964)[29]
- Medalia de Onoare cu panglică purpurie (1985)
- Ordinul Soarelui Răsare, clasa a IV-a, raze de aur cu rozetă (1994)
- Premiul Mainichi pentru cel mai bun actor (1999)

## Legături externe
- Keiju Kobayashi la Internet Movie Database
- Kobayashi Keiju pe Japanese Movie Database